# Bagahokc-Yarcé
Ne doit pas être confondu avec Bagahokc-Mossi.
Bagahokc-Yarcé est une localité située dans le département de Oula de la province du Yatenga dans la région Nord au Burkina Faso.

## Santé et éducation
Le centre de soins le plus proche de Bagahokc-Yarcé est le centre de santé et de promotion sociale (CSPS) de Ziga tandis que le centre hospitalier régional (CHR) se trouve à Ouahigouya.